# Trouble (Trouble)
Trouble è il quarto album in studio del gruppo musicale doom metal statunitense Trouble, pubblicato nel 1990.

## Tracce
1. At the End of My Daze – 3:13
2. The Wolf – 4:33
3. Psychotic Reaction – 3:15
4. A Sinner's Fame – 4:18
5. The Misery Shows (Act II) – 7:21
6. R.I.P. – 4:08
7. Black Shapes of Doom – 3:47
8. Heaven on My Mind – 4:09
9. E.N.D. – 2:23
10. All Is Forgiven – 5:12

## Formazione
- Eric Wagner - voce
- Bruce Franklin - chitarre
- Rick Wartell - chitarre
- Ron Holzner - basso
- Barry Stern - batteria
- Jeff Olson - tastiere